# Quartier latin de Liège
Pour les articles homonymes, voir Île (homonymie) et Quartier latin.
 (mars 2011).
Si vous disposez d'ouvrages ou d'articles de référence ou si vous connaissez des sites web de qualité traitant du thème abordé ici, merci de compléter l'article en donnant les références utiles à sa vérifiabilité et en les liant à la section « Notes et références ».
Le quartier latin de Liège, autrefois appelé l'Île (également orthographié Isle), est un lieu-dit estudiantin et intellectuel situé rive gauche de la Meuse formé par un triangle allant de la place du Vingt-Août, de la place des Carmes et de la rue Charles Magnette. Il comprend notamment l'Université de Liège, la cathédrale Saint-Paul de Liège, de nombreux restaurants, cafés et commerces et l'athénée de Liège.

## Historique
Ce lieu-dit du centre-ville était une île formée par deux bras de la Meuse, le boulevard Piercot et la Sauvenière se divisant en plusieurs biez à son embouchure.

## Île aux Hochets
Indépendante de l'Île, l'île aux Hochets était une île formée par le biez du Moulin Saint-Jean (actuelle rue de l'Université) et le biez Saint-Denis (actuelle rue de la Régence). Ces biez sont successivement comblés en 1815 et 1823.
Les actuelles places Cockerill et du Vingt-Août sont situées sur cette ancienne île.
Le nom de l'île, dit aux Hochets, tirerait son nom soit du wallon hotchèt signifiant boulette de charbon (ou boulet de menue houille pétrie avec de la glaise) soit du patronyme d'un propriétaire.